# Novo Horizonte do Sul
Novo Horizonte do Sul är en kommun i Brasilien.   Den ligger i delstaten Mato Grosso do Sul, i den södra delen av landet, 1 000 km sydväst om huvudstaden Brasília. Antalet invånare är 4 944.
Trakten runt Novo Horizonte do Sul består i huvudsak av gräsmarker. Runt Novo Horizonte do Sul är det mycket glesbefolkat, med 6 invånare per kvadratkilometer.